# Gastrotheca testudinea
Gastrotheca testudinea é uma espécie de anfíbio da família Hemiphractidae.
Pode ser encontrada nos seguintes países: Bolívia, Equador e Peru.
Os seus habitats naturais são: florestas subtropicais ou tropicais húmidas de baixa altitude e regiões subtropicais ou tropicais húmidas de alta altitude.
Está ameaçada por perda de habitat.